# Jolanda av Courtenay
Jolanda av Courtenay, född 1200, död 1233, var en ungersk drottning, gift 1215 med kung Andreas II av Ungern. 
Hon var dotter till den latinske kejsaren Peter II de Courtenay och Jolanda av Flandern. 
Äktenskapet arrangerades för att öka Andreas chanser att väljas till kejsare i Konstantinopel, men dessa planer realiserades aldrig. Yolanda beskrivs som mild och vänlig och hade aldrig något att göra med politik.  